# 印度人
印度人是世界上最大民族群体，其數量佔世界總人口的17.50%。「印度人」一詞指的是國籍，而不是特定的族裔或語言；印度民族由幾十個區域群體組成，反映了印度豐富而複雜的歷史。由於移民的關係，海外印度人遍布世界各地，尤其是亞洲其他地區、北美洲、歐洲、加勒比海地區、大洋洲及非洲。
現今，「印度人」這一稱謂僅適用於印度國民，但在1947年的印巴分治之前，居住在整個英屬印度的國民（包括現在的印度、巴基斯坦及孟加拉國）也被稱為印度人。在加拿大、加勒比海地區及美國，為了避免與加拿大的第一民族、加勒比海地區的原住民，以及美國國內稱為「印第安人」的美洲原住民混淆，印度人有時會被稱作「亞洲印第安人」（Asian Indian）或「東印第安人」（East Indian）。